# Malvatu Mauri
Le Malvatu Mauri est le Conseil national des Chefs du Vanuatu.

## Origines et composition
Il est créé en 1976, près de la fin de la période coloniale franco-britannique, par les députés de l'Assemblée représentative des Nouvelles-Hébrides issue des premières élections législatives, lors de sa première session. Proposée conjointement par l'Union des communautés des Nouvelles-Hébrides (francophone, autonomiste) et par le Parti national des Nouvelles-Hébrides (anglophone, indépendantiste), sa création est approuvée à la quasi unanimité par l'Assemblée, seuls les deux députés du parti Nagriamel s'abstenant. Le Conseil est ouvert le 8 février 1977, composé de vingt membres issus de tout le pays (dont quatorze membres du Parti national) et chargé d'« éclairer l’Assemblée en matière de coutume ». En avril 1977, le Conseil prend le nom de « Malvatu Mauri » (ou « Malfatu Mauri »), de mal (chefs), vatu (pierre) et mauri (vie) : « c’est-à-dire les chefs sont le fondement de la vie ».
Le Conseil est consulté sur la préparation de la Constitution du Vanuatu, dont le chapitre V (articles 29 à 32) définit la composition et la fonction du Conseil. Ce dernier « est composé des chefs coutumiers élus par leurs pairs au sein des conseils provinciaux des chefs » (art. 29(1)). Il « peut faire des recommandations concernant la protection et la promotion de la culture et des langues » vanuataises, et « peut être consulté, sur toute question se rapportant à un projet de législation du Parlement, et en particulier celles relatives à la tradition et à la coutume » (art. 30). Il ne fait pas partie du corps législatif, et la Constitution ne lui accorde aucun pouvoir de décision ni de véto.

## Locaux

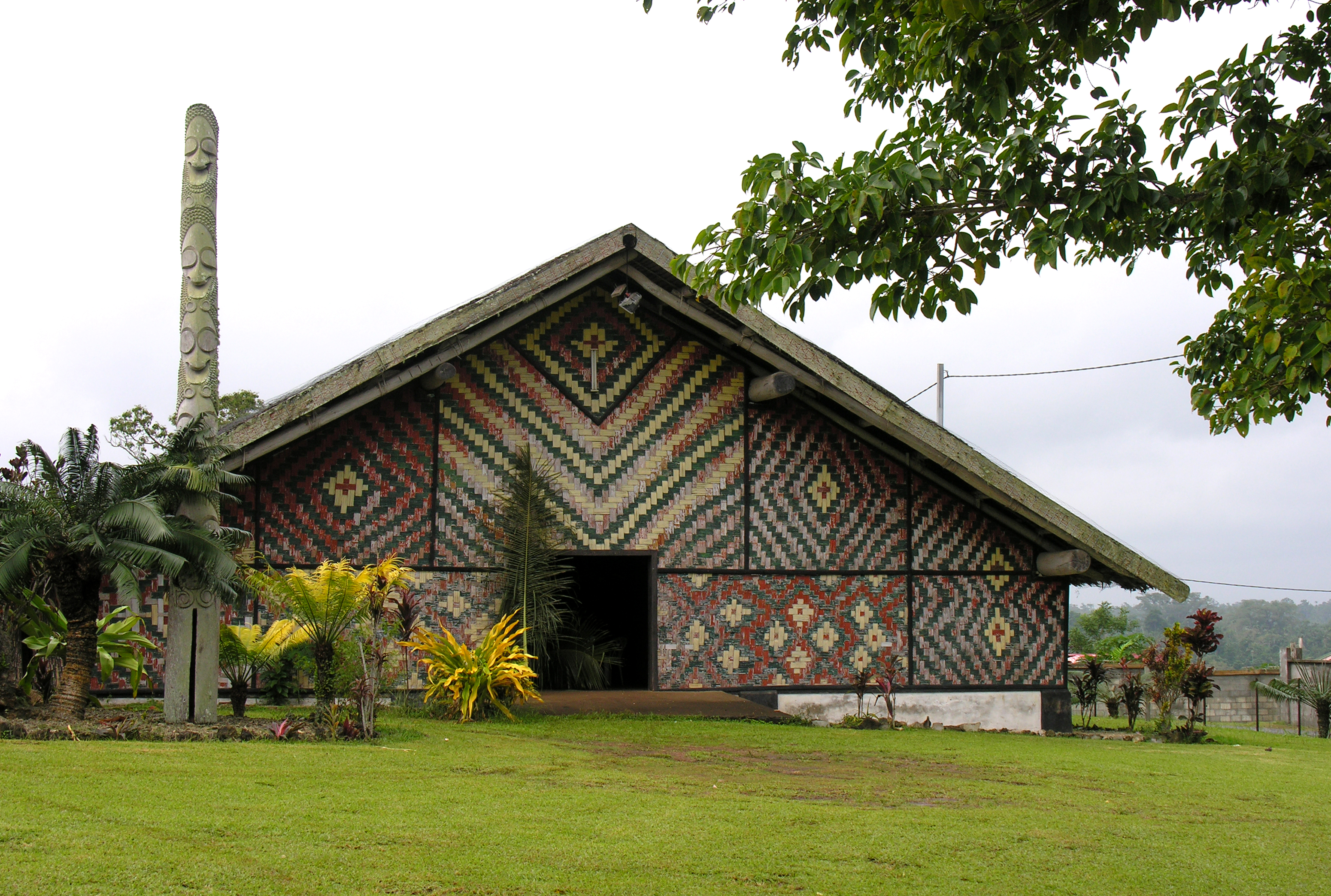
Le nakamal initial du Malvatu Mauri à Port-Vila.

Un nakamal (lieu de réunion) est créé pour le Malvatu Mauri à Port-Vila en 1989. Gravement endommagé par le cyclone Pam en 2015, il est démoli en 2016 pour être reconstruit. Le nouveau bâtiment est inauguré en 2017 en présence du président de la république, Baldwin Lonsdale. Détruit par un incendie en 2023, il est reconstruit avec l'aide financière de la France. Le nouveau bâtiment est inauguré en 2025 en présence du président de la république, Nikenike Vurobaravu ; à cette occasion, le président du Malvatu Mauri, Paul Ravun, demande que soit octroyé au Conseil un droit de véto sur tous les projets de loi examinés au Parlement.

## Prises de position
En 2015 le président du Malvatu Mauri, Senimao Tirsupe, réaffirme le soutien des chefs vanuatais au Mouvement uni pour la libération de la Papouasie occidentale et à sa candidature pour devenir membre du Groupe Fer de lance mélanésien.
En 2017, s'exprimant au nom du président du Malvatu Mauri, le directeur général du Conseil, Jean-Pierre Tom, réagit négativement à la décision du Parti travailliste de Vanuatu et du Conseil des syndicats de Vanuatu, via leur secrétaire général et député Éphraïm Kalsakau, de soutenir les femmes candidates à la présidence de la république. Jean-Pierre Tom argue que la coutume autochtone et le christianisme exigent que seul un homme puisse exercer cette fonction. Il argue que les grandes figures du christianisme ont toutes été des hommes, et qu'une femme présidente de la république serait déconnectée des chefferies coutumières du pays « car elle ne devrait pas être là ».
En 2018 le président par intérim du Malvatu Mauri, Senimao Tirsupe, estime que le taux de criminalité au Vanuatu est dû en grande parti aux « cultures étrangères » : « films, matériaux pornographiques, accès à Internet, Facebook », dont il estime qu'elles sapent les valeurs chrétiennes promues par le Conseil.
En 2019 le Malvatu Mauri organise une marche de protestation pour demander au gouvernement de communiquer à nouveau à la France la demande de souveraineté vanuataise sur l'île Matthew et l'île Hunter, petites îles françaises inhabitées revendiquées par le Vanuatu.
En 2022 le Malvatu Mauri demande que seuls des chefs puissent être élus à la présidence de la république, et que le Parlement de Vanuatu se dote d'une chambre haute composée de chefs et chargée de s'assurer que les projets de loi ne contreviennent pas à la gouvernance autochtone coutumière ; le Conseil organise à ce sujet une manifestation de quelques deux cent chefs à Port-Vila. 
En 2024, en réaction au mois des fiertés LGBTQ, le président Malvatu Mauri, Paul Ravun, indique que l'homosexualité est incompatible avec la coutume vanuataise, et notamment qu'un homosexuel ne peut jamais devenir chef. Il demande que les lois adoptées par le Parlement soient en conformité avec le christianisme, et notamment qu'elles s'opposent au mouvement des fiertés LGBT.
En 2025 le Malvatu Mauri demande que les citoyens naturalisés, voire plus largement les citoyens non autochtones, soient privés de leur droit à l'éligibilité aux élections législatives. Cette même année, le président Ravun demande au ministère de la Santé de « dire non » à la contraception et de l'exclure des politiques de santé publique du gouvernement ; à la place, il demande au ministère de promouvoir les « pratiques médicales autochtones » traditionnelles. 